# Мачатіа
Мачатіа (груз. მაჭატია) — село в Грузії.
За даними перепису населення 2014 року в селі проживає 767 осіб.